# Teyl luculentus
Espèce
Teyl luculentus est une espèce d'araignées mygalomorphes de la famille des Anamidae.

## Distribution
Cette espèce est endémique du Wheatbelt en Australie-Occidentale,. Elle se rencontre vers Bruce Rock.

## Description
La carapace de la femelle holotype mesure 9,0 mm de long sur 8,00 mm et l'abdomen 12 mm et la carapace du mâle paratype mesure 6,5 mm de long sur 5,9 mm.

## Publication originale
- Main, 1975 : The citrine spider: a new genus of trapdoor spider (Mygalomorphae: Dipluridae). Western Australian Naturalist, vol. 13, no 4, p. 73-78.